# Villars-Santenoge
Villars-Santenoge település Franciaországban, Haute-Marne megyében. Lakosainak száma 79 fő (2022. január 1.). Villars-Santenoge Bure-les-Templiers, Chaugey, Auberive, Vals-des-Tilles, Colmier-le-Bas, Colmier-le-Haut, Poinsenot, Poinson-lès-Grancey és Vivey községekkel határos.

## Népesség
A település népessége az elmúlt években az alábbi módon változott:
| Lakosok száma | 78   | 131  | 104  | 103  | 94   | 93   | 84   | 79   | 78   | 79   |
|               | 1968 | 1982 | 1990 | 2006 | 2013 | 2015 | 2017 | 2019 | 2020 | 2022 |